# 6404 Vanavara
6404 Vanavara (1991 PS6) là một tiểu hành tinh vành đai chính được phát hiện ngày 6 tháng 8 năm 1991 bởi E. W. Elst ở La Silla.